# Марш для императора
«Марш для императора» (нем. Die Deutschmeister — букв. «Тевтонцы») — австрийский художественный и музыкальный фильм режиссёра Эрнста Маришки 1955 года. Фильм с Роми Шнайдер в главной роли, действие которого разворачивается в 1909 году, повествует о создании Вильгельмом Августом Юреком марша Императорского Тевтонского полка. Премьера фильма состоялась 8 ноября 1955 года в кинотеатре «Лихтбург» в Эссене.
Эрнст Маришка написал сценарий для фильма «Весенний марш» режиссёра Гезы фон Больвари о создании Тевтонского марша ещё в 1935 году. Спустя 20 лет Маришка снял цветной ремейк и сам снялся в эпизоде в роли клиента суетливого парикмахера Свободы.

## Сюжет
Юная деревенская девушка Станци Хюбнер отправляется в Вену повидать тётушку Терезу. Она случайно попадает на бал-маскарад во дворец Радецкого и привлекает внимание барона Цорндорфа, который принял Станци за графиню в костюме зальцбургской крестьянки. После бала барон в своём экипаже доставляет Станци к булочной, которой управляет тётушка. Во время парада с участием дворцового оркестра внимание Станци привлёк военный музыкант Вилли Юрек из 4-го Императорского Тевтонского полка, а сам Юрек, очарованный красотой девушки из булочной, потерял дар речи и встал как вкопанный, забыв о своём большом барабане. После парада он в смущении заглянул в булочную тётушки и тайком назначил Станци свидание.
Барон Цорндорф решился нанести визит юной «графине», познакомился с настоящей графиней, у которой попросил руки племянницы. На вечер графиня сразу назначила приём по случаю помолвки племянницы. У тётушки Станци, овдовевшей восемь лет назад, также объявился поклонник — придворный советник Гофвирт, чтобы как обычно купить для императора подсоленных рогаликов. В пекарне тётушки они самые лучшие, и император покупает их уже в течение десяти лет. В день своего рождения придворный советник решается назначить булочнице Терезе свидание. Несмотря на то, что чокнутый парикмахер Свобода спалил Гофвирту бороду, свидание прошло великолепно в трактире в Пратере, где выступает знаменитая певица Ханси Фюрер. Чиновник императорского двора Гофвирт и булочница Тереза испытывают друг к другу нежные чувства, но не могут пожениться ввиду разницы в социальном положении.
Талантливый и увлечённый музыкой Юрек сочинил новый военный марш и исполнил его с товарищами по Тевтонскому полку в том же трактире в Пратере. Марш был по достоинству оценен местной публикой, но за появление во время увольнения в трактире вопреки запрету начальства всему его подразделению «тевтонцев» грозило наказание. Чтобы помочь Юреку, Станци спрятала в подсоленные рогалики, предназначенные для императора Франца Иосифа, партитуру Тевтонского марша и письмо императору. Дерзость Станци оборачивается отказом императора от поставок рогаликов из булочной тётушки Терезы. Станци отправилась на аудиенцию к императору в Хофбурге в карете Гофвирта, и эту сцену увидел ревнивый Юрек. Станци на аудиенции наконец рассказала императору правду о произошедшем. Франц Иосиф великодушно назначил тётушку Станци официальным императорским поставщиком, что означало для тётушки и её возлюбленного придворного советника возможность пожениться. На впечатляющем параде в присутствии австрийского императора и германского кайзера Тевтонский полк исполнил новый полковой марш, и Юрек удостоился за своё сочинение высших похвал. Монархи подозвали его и Станци, чтобы лично поблагодарить автора марша. Все преграды на пути к любви и счастью Станци и Вилли устранены.

## В ролях
- Роми Шнайдер — Констанца (Станци) Хюбнер
- Магда Шнайдер — булочница Тереза Хюбнер
- Гретль Шёрг — певица Ханси Фюрер
- Сузи Николетти — графиня Нанетта
- Адриенна Геснер — графиня Бургштеттен
- Ганс Мозер — парикмахер Иеремиас Свобода, дядя Юрека
- Пауль Хёрбигер — император Франц Иосиф I
- Вальтер Бройер — капрал Вильгельм Август Юрек
- Гунтер Филипп — барон Феликс Цорндорф
- Иозеф Майнрад — придворный советник Гофвирт
- Вольфганг Лукши — кайзер Вильгельм II